# Universal USB Installer
Universal USB Installer is een computerprogramma voor Windows waarmee Linuxdistributies op een USB-stick geplaatst kunnen worden. De distributies worden als het ware geïnstalleerd op de USB-stick zodat een live-USB ontstaat - een USB-stick met een opstartbaar besturingssysteem, meestal met het doel om de Linuxdistributie te installeren op een apparaat.